# Manteca (California)
Manteca è una città degli Stati Uniti d'America situata nella Contea di San Joaquin, nello Stato della California.